# Périgny (Charente-Maritime)
Périgny – miejscowość i gmina we Francji, w regionie Nowa Akwitania, w departamencie Charente-Maritime.
Według danych na rok 1990 gminę zamieszkiwało 4129 osób, a gęstość zaludnienia wynosiła 383 osób/km² (wśród 1467 gmin regionu Poitou-Charentes Périgny plasuje się na 49. miejscu pod względem liczby ludności, natomiast pod względem powierzchni na miejscu 793.).